# 夢二人形
『夢二人形』（ゆめじにんぎょう）は1998年完成、2004年劇場公開の日本映画。オリジナル版：1998年／16mm／モノクロ／スタンダード／36分。DVD・ビデオ版：2004年／パートカラー／スタンダード／38分。

## 解説
当時、日本大学藝術学部映画学科在学中だった山﨑達璽が手掛けた短編映画。フランスの新人映画祭で“現代のミゾグチ”と絶賛され、第52回カンヌ国際映画祭シネフォンダシオン部門でオープニング上映された。モノクロームに映し出される様式美は、国内はもとよりイギリス・イタリア・韓国などでも評価された。
音楽を手掛けたのは、Jazztronikの野崎良太。後にニッポン放送のアナウンサーとなった小口絵理子が竹久夢二の妻・たまき役として、後の桜塚やっくんが若き日の川端康成役として出演した。両者とも2013年に30代の若さで没した。

## ストーリー
大正の終わり―かつて画家・詩人として一世を風靡した竹久夢二は、人知れず人形作りに執心していた。覇気を失った夢二が想いを馳せるのは、大正ロマン華やかなりし頃のこと……。幾多の女性と浮き名を流す夢二とおんなたちの愛憎劇の中に描かれる人間の儚さ、そして禁断のエロティシズム。果たして夢二の人形とは何を意味するのか？その謎に、虚実を織り交ぜた独自の解釈で迫る―。

## スタッフ
- 製作：山﨑達璽
- 撮影：田淵和春
- 録音：長谷川有里
- 音楽：野崎良太（Jazztronik）
- 監督・脚本：山﨑達璽

## キャスト
- 竹久夢二：渋谷育男
- 花魁 梅枝：中川静子
- たまき : 小口絵理子
- 彦乃：田中麻依子
- お葉：佐藤雪江
- 花魁 初音：堀内悦子
- 遣手 おさと：大塚夏枝
- 川端康成 : 斎藤恭央
- 東郷青児：縄岡隆浩

## 出品映画祭
- いしづち映画祭'98審査員特別賞受賞（1998年8月愛媛県西条市）
- 第22回アンリ・ラングロワ国際交流　ポワティエ映画祭正式出品（1998年12月フランス）
- 第52回カンヌ国際映画祭シネフォンダシオン部門オープニング上映（1999年5月フランス）
- レッジョカラブリア21世紀祭特別招待（1999年6月イタリア）
- 第１回韓・日青少年映画祭正式出品（1999年9月韓国・牙山市）
- 第12回東京国際映画祭ニッポン・シネマ・ナウ正式参加（1999年10月）
- 第14回福岡アジア映画祭パノラマ部門正式招待（2000年7月）
- 第１回宝塚映画祭正式出品・入賞（2000年11月兵庫県宝塚市）
- THE JAPANESE FILM SEASON 2002正式招待（2002年6月ロンドン）
- 第7回小津安二郎記念蓼科高原映画祭特別招待 (2004年10月)